# Стоунхаус, Рут
Рут Стоунхаус (англ. Ruth Stonehouse; 28 сентября 1892, Денвер — 12 мая 1941, Голливуд, Калифорния) — американская киноактриса, кинорежиссёр и сценарист.

## Биография
Рут Стоунхаус родилась 28 сентября 1892 года в Денвере (штат Колорадо, США). Отец — Джеймс Уэсли Стоунхаус, занимался изготовлением знаков и табличек, владел небольшой фирмой Stonehouse Signs Inc.; мать звали Джорджия Си. Уорстер, она работала стенографисткой. Согласно переписи-1900, девочка жила в городке Лоренс (округ Теллер, штат Колорадо) с отцом, бабушкой Идой Стоунхаус и сестрой Хейзел (1893 — ?). В 1902 году её родители развелись. Согласно переписи-1910, девушка жила в Чикаго (штат Иллинойс) с матерью и сестрой. Окончив школу, Рут работала газетным репортёром и писала короткие рассказы для журналов.
С 1911 года Стоунхаус начала сниматься в кино, и оказалась очень успешной актрисой: за 17 лет (1911—1928) она появилась в более чем 190 фильмах (впрочем, почти 150 из них были короткометражными). В 1917 году выступила режиссёром девяти короткометражных лент, и ещё одной в 1919 году — она стала одной из первых женщин-режиссёров в истории кинематографа США. В том же 1917 году она стала сценаристом шести картин, и ещё одной в 1925 году. На этом её карьера как режиссёра и сценариста была окончена, а с приходом звукового кинематографа — и как актрисы. Работала на киностудии Essanay Studios, Triangle Film Corporation и Universal Pictures.
Рут Стоунхаус скончалась 12 мая 1941 года в Голливуде от внутримозгового кровоизлияния. Похоронена на кладбище «Лесная поляна» в Глендейле (Калифорния).

### Личная жизнь
Рут Стоунхаус была замужем дважды, детей у неё не было.
1. Джозеф Энтони Роуч (1886—1945), сценарист. Брак заключён в 1914 году, в 1921 году последовал развод[4].
2. Феликс Хьюз. Брак заключён 1 октября 1927 года и продолжался почти 14 лет до самой смерти актрисы. Сам Феликс не имел отношения к кинематографу, однако являлся младшим братом сценариста и режиссёра Руперта Хьюза[англ.] (1872—1956) и дядей продюсера Говарда Хьюза (1905—1976).

## Избранная фильмография

### Актриса
- 1915 — Стройная принцесса[англ.] / The Slim Princess — принцесса Калора
- 1915 — Дело Алстера[англ.] / The Alster Case — Беатрис
- 1917 — Пылающая любовь[англ.] / Love Aflame — Бетти Мейсон
- 1917 — Святая грешница[англ.] / The Saintly Sinner — Джейн Ли
- 1917 — Грань закона[англ.] / The Edge of the Law — Нэнси Гленн
- 1918 — Повелитель тайны[англ.] / The Master Mystery — Зита Дейн
- 1919 — Всадник в маске[англ.] / The Masked Rider — Рут Чедуик
- 1919 — Красная гадюка[англ.] / The Red Viper — Мэри Хоган
- 1920 — Гостиная, спальня и ванная[англ.] / Parlor, Bedroom and Bath — Полли Хэтэуэй
- 1920 — Надежда[англ.] / The Hope — Оливия Уолтбёрн
- 1920 — Неужели все мужчины одинаковы?[англ.] / Are All Men Alike? — Руби Джойс
- 1920 — Земля джаза[англ.] / The Land of Jazz — Нэнси Ли
- 1921 — Я виновна[англ.] / I Am Guilty — Лондон Хэтти
- 1921 — Не зови меня маленькой девочкой[англ.] / Don't Call Me Little Girl — Джоан Даблдей
- 1921 — Честь Рамериза[англ.] / The Honor of Rameriz — ревнивая жена Рамериза
- 1921 — Сердце Дореона[англ.] / The Heart of Doreon — Бабетта
- 1924 — Девушка из Лимберлоста[англ.] / A Girl of the Limberlost — жена Веснушки
- 1924 — Сломанные барьеры[англ.] / Broken Barriers — Этель Дарленд
- 1925 — Алый Запад[англ.] / The Scarlet West — миссис Кастер
- 1927 — Бедные девушки[англ.] / Poor Girls — Катерина Уоррен / Кейт из Техаса
- 1927 — Атласная женщина[англ.] / The Satin Woman — Клэр

### Сценарист
- 1925 — Трудный путь[англ.] / Rough Going

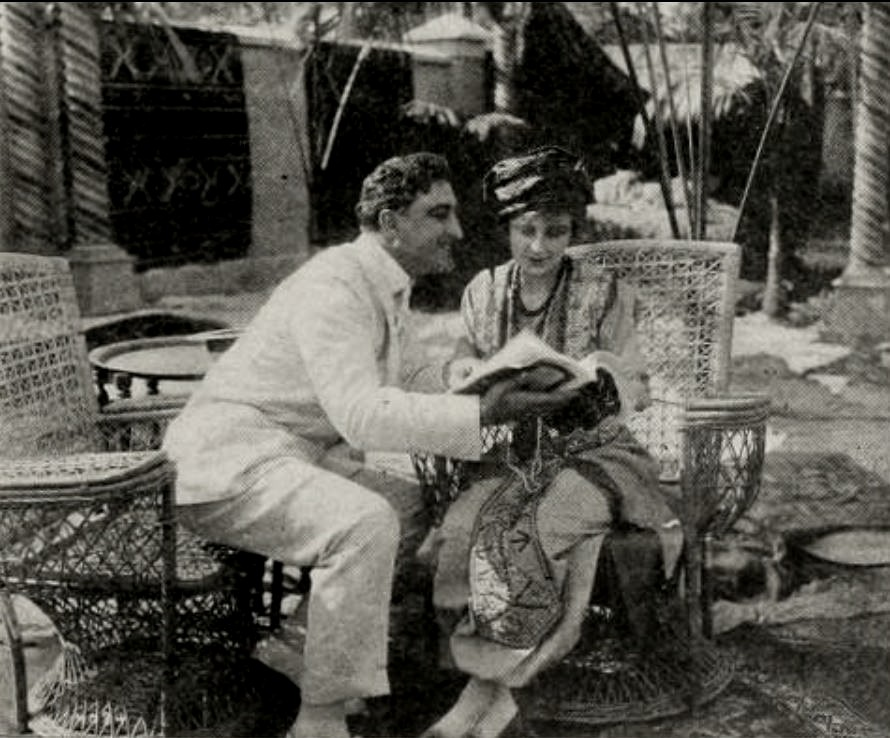
С Фрэнсисом Бушменом в фильме «Стройная принцесса»[англ.] (1915)
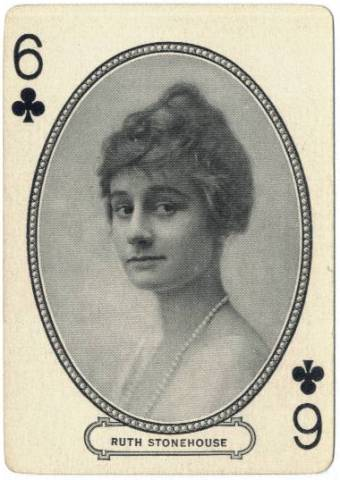
На сувенирных игральных картах, 1916 г.
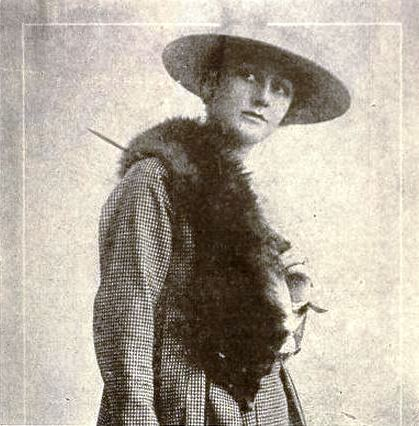
В фильме The Four Flusher (1919)
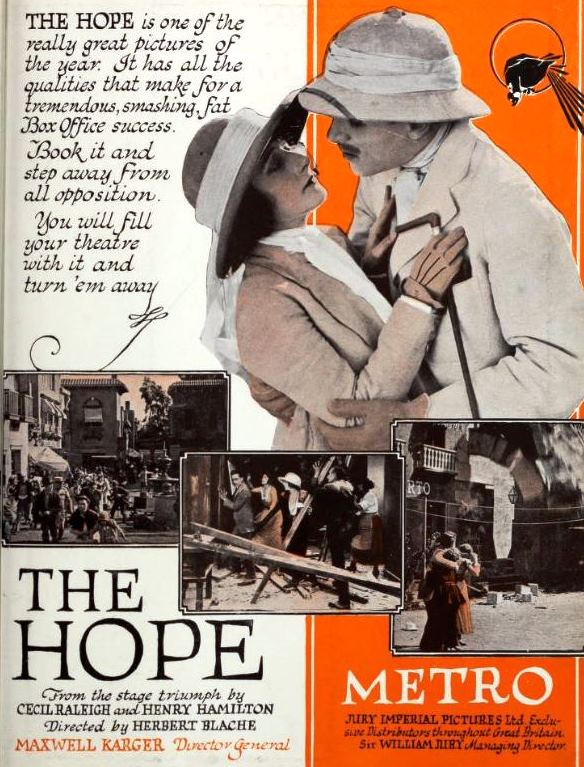
С Фрэнком Эллиоттом в рекламе фильма «Надежда»[англ.] (1920)
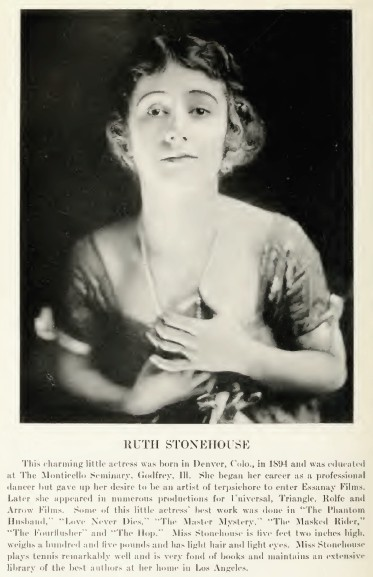
В журнале «Кто есть кто на экране», 1920 г.
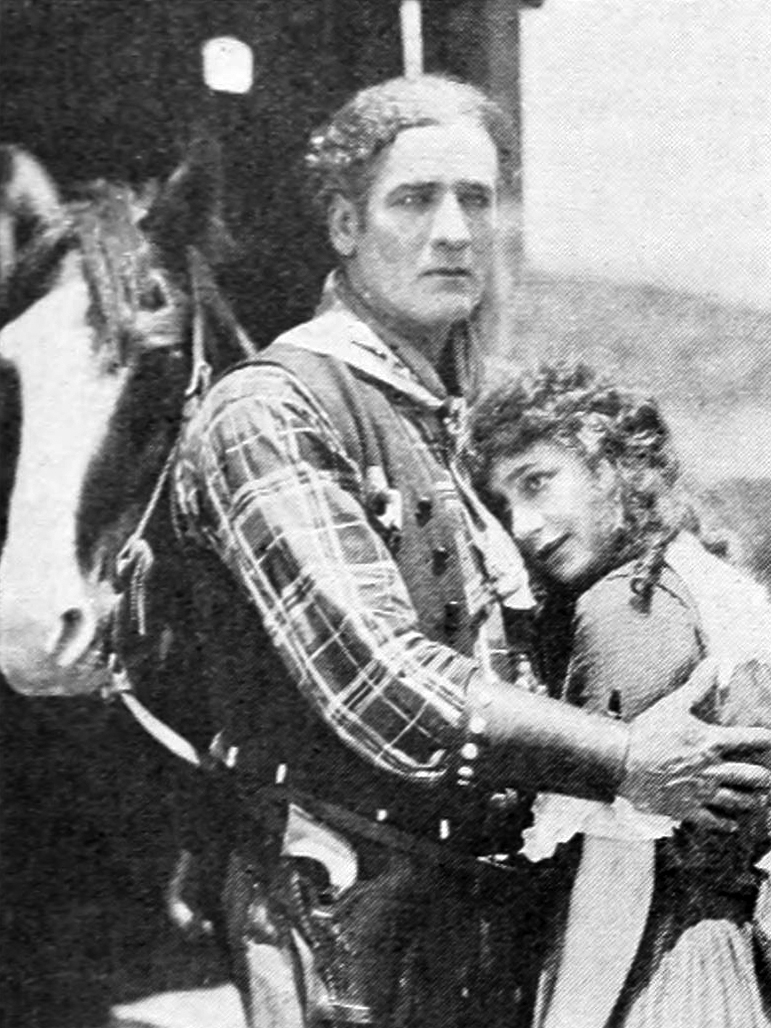
С Томом Санчи[англ.] в фильме «Мать снов» (1921)
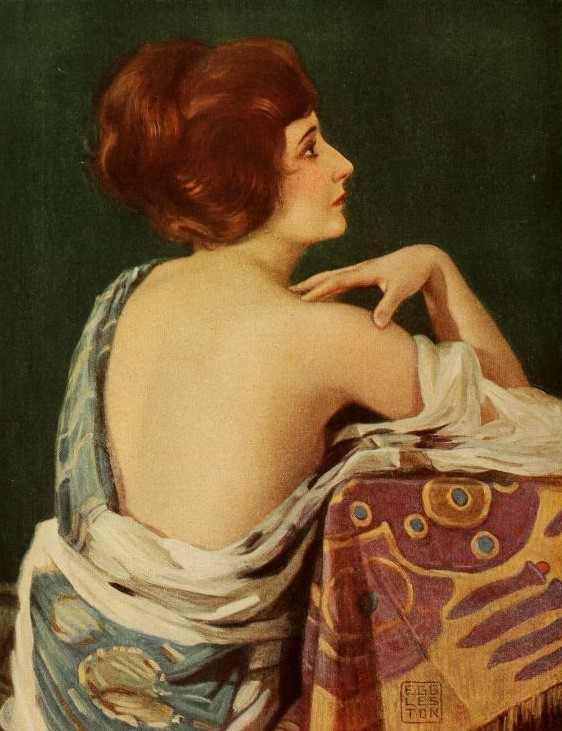
Портрет кисти Бенджамина Эгглстона (1922)
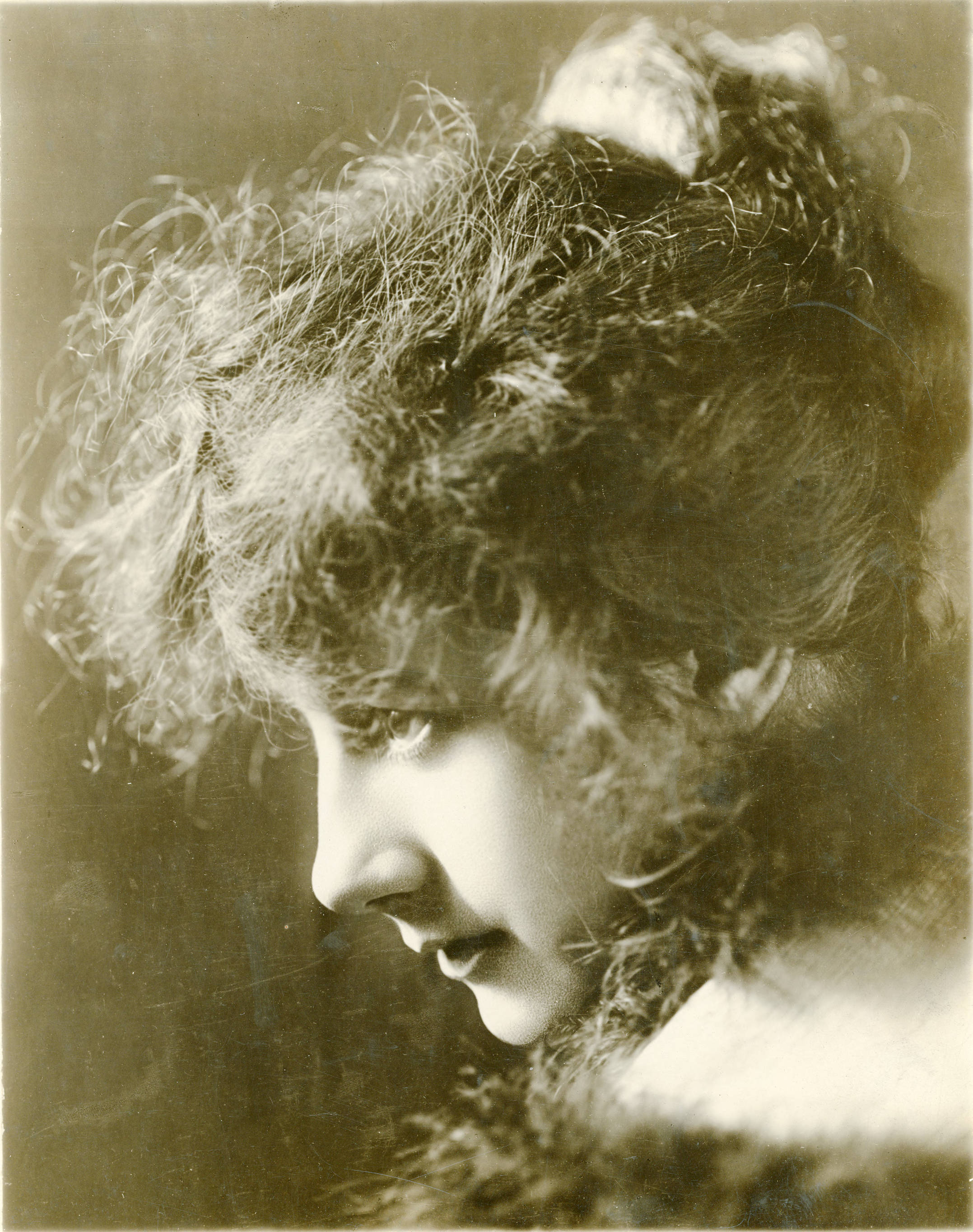
Фото 1924 г.